# Bulbophyllum capilligerum
Bulbophyllum capilligerum är en orkidéart som beskrevs av Johannes Jacobus Smith. Bulbophyllum capilligerum ingår i släktet Bulbophyllum och familjen orkidéer. Inga underarter finns listade i Catalogue of Life.